# Hadlow
Hadlow is een civil parish in het bestuurlijke gebied Tonbridge and Malling, in het Engelse graafschap Kent.

## Foto's

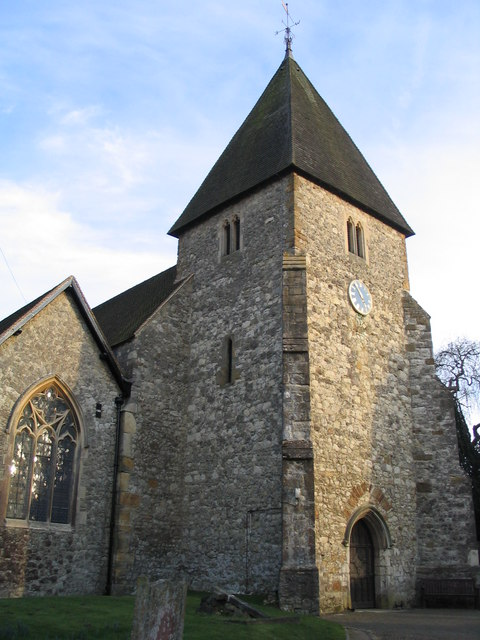
Kerk
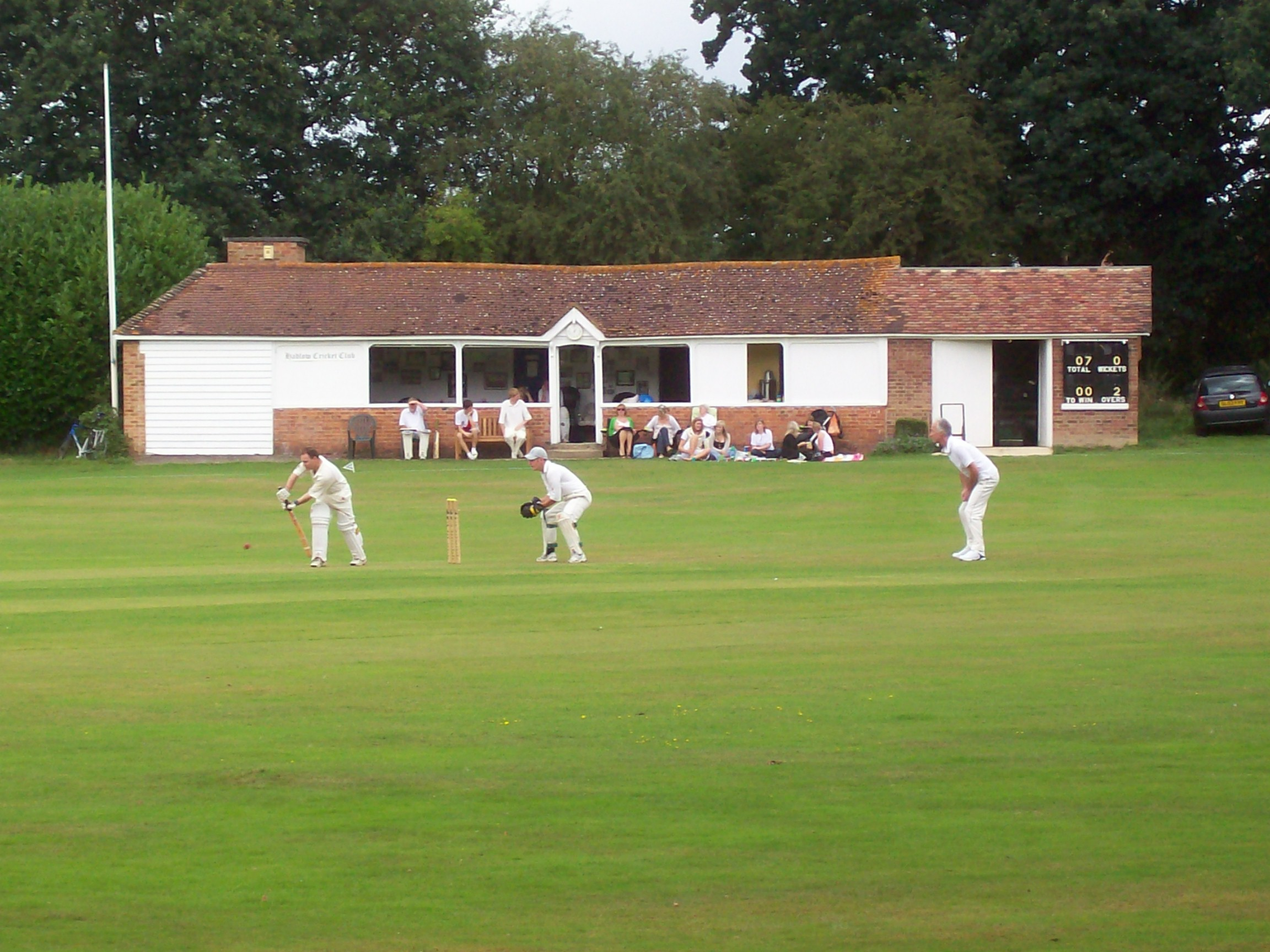
Cricket paviljoen
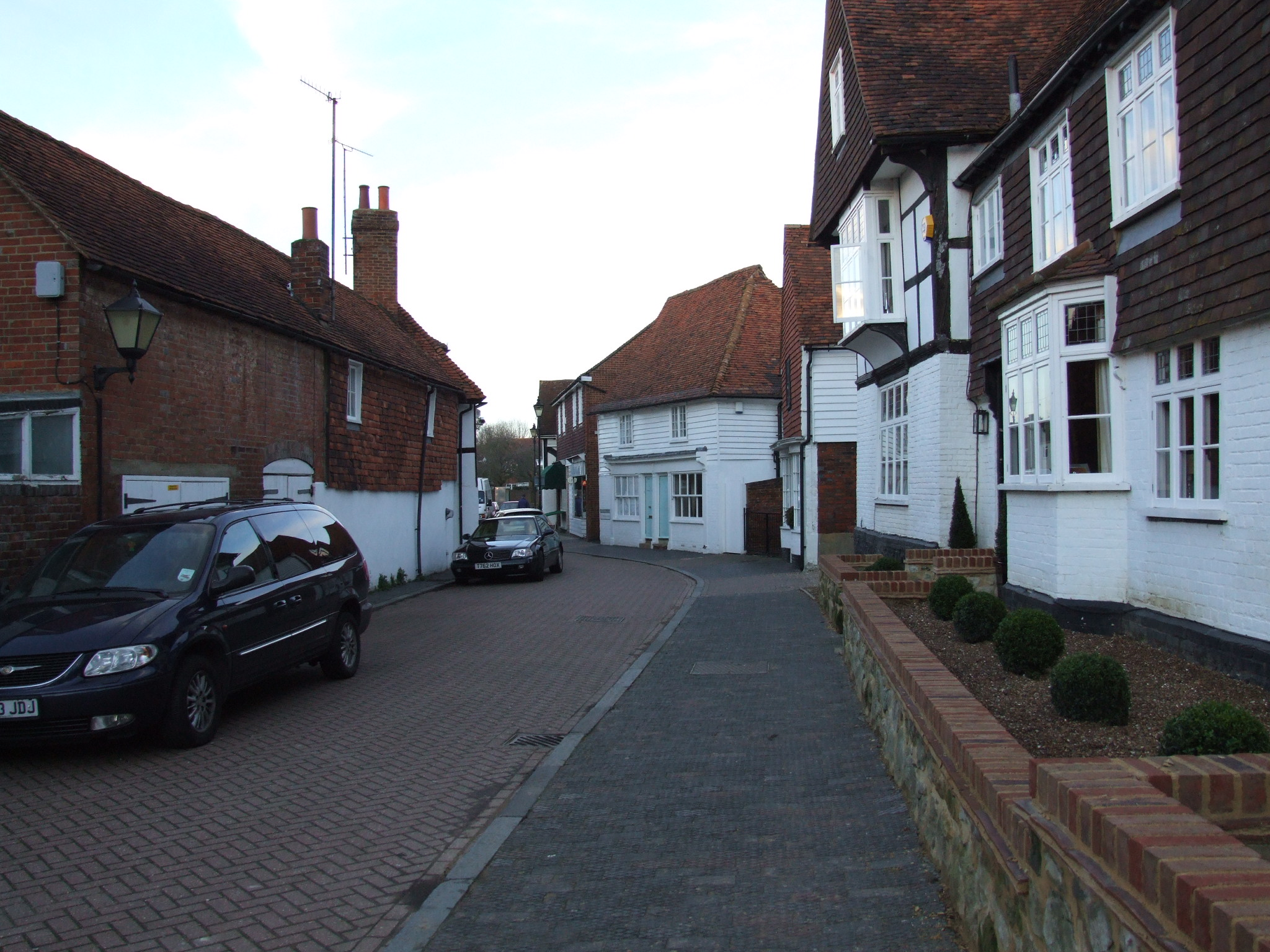
Dorp